# Defender (jogo eletrônico)
Defender era um jogo de Video game lançado para o Atari 2600. Nele o jogador controlava uma nave armada de raios laser, e a sua missão era defender uma grande cidade do ataque de alienígenas.O jogo possuía dezenas de fases com grau de dificuldade crescente. Defender provavelmente era um jogo infinito. A Atari  lançou em 1984 a continuação de Defender. Esse jogo ficou intitulado como Defender 2, mas que não alcançou o mesmo sucesso de Defender.